# Смагорин (Речицкий район)
Смагорин (бел. Смагары́н) — деревня в Ровенскослободском сельсовете Речицкого района Гомельской области Белоруссии.

## География

### Расположение
В 26 км на юг от районного центра и железнодорожной станции Речица (на линии Гомель — Калинковичи), 67 км от Гомеля.

### Гидрография
На севере мелиоративные каналы.

## Транспортная сеть
Транспортные связи по просёлочной, затем автомобильной дороге Хойники — Речица. Планировка состоит из прямолинейной меридиональной улицы, к которой с востока и запада присоединяются короткие прямолинейные улицы и на севере обособленно расположена короткая улица с широтной ориентацией. Застройка двусторонняя, деревянная, усадебного типа.

## История
По письменным источникам известна с XIX века как селение в Малодушской волости Речицкого уезда Минской губернии. В сведениях о населённых пунктах этого региона упоминается под 1869 г. В 1879 году обозначена в Свиридовичском церковном приходе. Согласно переписи 1897 года действовало 5 хлебозапасных магазинов. Рядом находился посёлок Новый Смагорин (он же Романовка, Рожнище). Кроме земледелия жители занимались изготовлением телег и саней.
С 8 декабря 1926 года до 30 декабря 1927 года — центр Смагоринского сельсовета Речицкого, а с 9 июня 1927 года — Гомельского округов. В 1930 году организован колхоз «Аврора», работала кузница. Одноимённый посёлок, находившийся рядом, присоединён к деревне. Во время Великой Отечественной войны в 1942 и 1943 годах оккупанты убили 34 жителей. В ноябре 1943 года в боях за освобождение деревень Смагорин, Романовка, Новый Барсук погибли 157 советских солдат и партизан (похоронены в братской могиле в центре). 61 житель погиб на фронте. Согласно переписи 1959 года в деревне были центр подсобного хозяйства «Аврора», объединение «Райсельхозхимия», начальная школа, клуб, библиотека, фельдшерско-акушерский пункт, отделение связи, магазин, детский сад.

## Население

### Численность
- 2004 год — 86 хозяйств, 189 жителей.

### Динамика
- 1897 год — 55 дворов, 397 жителей; в посёлке Новый Смагорин — 11 дворов, 68 жителей (согласно переписи).
- 1908 год — 79 дворов, 495 жителей.
- 1929 год — 135 дворов, 890 жителей.
- 1959 год — 472 жителя (согласно переписи).
- 2001 год — 96 дворов, 202 жителя[2].
- 2004 год — 86 хозяйств, 189 жителей.

## Достопримечательность
- Обелиск на братской могиле советских воинов и партизан погибших в годы Великой Отечественной войны